# Нижня Теличка
Нижня Теличка — історична місцевість на території Голосіївського району міста Києва, на березі Дніпра, між Наддніпрянським шосе, Дарницьким залізнично-автомобільним і Південним мостами. Нижня Теличка (Телячів) являє собою низовинну частину місцевості Теличка, верхня частина якої розташовується в Печерському районі.

## Походження назви
Назва може походити від тутешніх лук, де випасали худобу. За іншою версією, топонім «Теличка» походить від прізвища власника або мешканця цієї місцевості, яка згадується у документах 1694 року під назвою «Телячів». На мапі 1898 р. ми бачимо с. Теличка на схилах Звіринецької гори над заплавою. Низинна частина від локалізації поруч з цим селом вже станом на 1902 р. носило назву Нижньої Телички, тоді як  оригінальне село вже зветься Верхньою Теличкою. 

## Історія
Початок забудови в районі Нижньої Телички може бути пов'язаний з функціонуванням розташованого в гирлі Либіді лаврського промислового хутора Либідь. Нижня Теличка ж утворилася внаслідок регулювання Дніпра в цьому районі внаслідок будівництва залізничного мосту .  
Мапа Києва 1871-73 рр. детально показує ситуацію після будівництва залізничного мосту Струве (1868—1870 рр). Будівництво моста призвело до  відхилення головного русла Дніпра від правого до лівого берега, що змінило абриси усієї нижньої частини заплави Дніпра в Києві. Колишнє головне річище Дніпра перетворилося на вузький Лисогірський рукав. Це річище обходило з півдня урочище Нижня Теличка (об’єднані у правобережне урочище колишні острів навпроти Видубицького монастиря та правобережна відмілина коса вище гирла Либіді), проходило під Лисою горою та, приймаючи води Китаївського струмка, вливався до Дніпра. Осушена за допомогою дамби місцевість була зарослою лозою піщану пустку площею 103 десятини 780 квадратних сажнів (1.13 квадратних кілометрів).
Станом на 1871-73 рр. в долині Либіді показана гілка залізниці Київ-Курськ-Москва, що пройшла новозбудованим залізничним мостом. В районі старого гирла Либіді показана промислова зона, в складі якої зазначені цегельний завод та лаврська парова мукомельня (колишній хутір Либідь). На місці сучасної станції «Ботанічна» на Нижній Теличці показаний полустанок. 
Як окремий київський топонім Нижня Теличка вперше з'явилася на мапі 1902 року — як «урочище Нижня Теличка міська». На початку XX століття тут налічувалося близько 15 садиб. Рештки історичної Дніпровської затоки з часом перетворилися на озеро, яке на різних мапах мало назви Теличка, Старик або Коров'яче. Вперше зафіксоване на мапах 1897 року, мало розміри 800 м з півночі на південь і до 250 м з заходу на схід. По західному берегу озера пролягав насип залізниці. Озеро засипали після Другої світової війни, ймовірно, для будівництва промзони. Ще один гідронім на Нижній Теличці — сучасна Дніпровська затока, залишок Лисогірського рукава. У затоці розміром близько 400 на 130 м розташований Ремонтно-відстійний пункт № 4. 
До складу Києва Нижня Теличка увійшла 1923 року, послідовно підпорядковувалася Печерському, Ленінському, Кіровському та Харківському районам.
У роки Першої світової війни на Нижній Теличці діяли деревообробні та цегельні заводи, що належали різним власникам, зокрема, купцеві А. Горенштейну та Києво-Печерській Лаврі. У липні 1929 року тут за проєктом московського об'єднання «Деревбуд» почали будувати деревообробний завод Українлісу, який наприкінці 1930-х років перетворився на потужний Київський деревообробний комбінат. Будівництво комбінату, яке здійснювала галузева будівельна контора «Укрліспромбуд», завершили у 1933 році. У 1930 році при комбінаті відкрили школу фабрично-заводського учнівства, для якої 1939 року збудували окрему двоповерхову будівлю, а 1979 року — новий навчальний корпус. У 1940 році школу перетворили на ремісниче училище, яке після низки реорганізацій, вже в сучасній Україні стало Київським вищим професійним училищем деревообробки.
На мапі 1932 р. промислова зона в колишньому гирлі річки Либідь – (район поблизу колишнього лаврського хутора Либідь) носить назву «пригород Теличка». В 1930-х рр. в північній частині сучасного урочища Нижня Теличка працював деревопереробний комбінат, до якого з півночі було прокладено дві залізничні гілки. Зберігалося і озеро Теличка.

Сучасна Нижня Теличка разом з урочищами Покал та Галерний острів потрапила в перелік територій включених до розробки Генерального плану м. Києва 1936 р.: 
«Теличанська площадка розташовується на заплаві річки Дніпра і обмежується з східного боку Дніпром а з заходу селом Корчуватим та Лисою горою. Домінуючі відмітки коливаються в межах 92-95 м, при цьому територія в значній мірі порізана староріччями та западинами. Максимальний горизонт весняних вод на даній ділянці біля 97 м, а середньо-високий – 94 м. Проблема освоєння цієї ділянки площею біля 700 га (не рахуючи розташованих всередині ковшів), вирішується суцільною підсипкою. Мінімальна проектна відмітка прийнята за 97 м, і лише на ділянці, відведеній під очисні споруди, прийнята середня висота підсипки 96 м. Для підсипок цієї території необхідний ґрунт в кількості більше 29 млн. кубічних метрів».
Ковшами в даному описі називаються – портові конструкції – затоки, які передбачалося вибрати, для влаштування гаваней та отримання ґрунту для підсипки: ківш №2 – північний пізніше реалізований у вигляді затоки Будіндустрії та ківш №1, який трасою сучасної Галерної затоки мав увійти в тіло урочища Покал з півдня в районі позначеного на лоції 1982 р. рейду Б. Дані затоки планувалися як третя найбільш південна частина нового Київського порту. Водність Дніпра мала зрости в результаті продовження заходів з відхилення головної течії Дніпра до правого берега, розпочатих ще в ХІХ ст. Пропускна здатність порту на Теличці мала стати другою після північного порту. Загальна довжина причальної лінії мала скласти 1945 м. Конфігурація та об’єм ковшів планувалися і з розрахунку на обсяги ґрунту необхідного для підсипки даного району. Окрім цих ковшів було заплановано також окремі причали для прийому нафто вантажів з загальною довжиною причальної лінії 515 м. Відмітка портової території біля ковшів прийнята в 97,6 м тобто незатоплювана на 0,13 м при самому високому рівні весняного розливу. Кількість ґрунту отриманого від побудови ковшів мала скласти 8 млн. куб. м, з яких для утворення портової території орієнтовно потрібно 3 млн. 150 тис. Проектом закладалося і регулювання малих річок Києва, перш за все Либіді. Якщо в верхній течії Либідь забиралася в колектор, то на головній течії до Лисої гори її русло поглиблювалося на 3 м. Біля Лисої гори проектне дно співпадало з природним дном, а в районі Телички Либідь мала пройти через промислову площадку з вищеописаною проектною підсипкою берегів на 3-4 м. 
На німецькому плані Києва 1941 р. на території урочища Теличка біля правобережного в'їзду на Дарницький міст зазначено станцію водогону та столярні майстерні. Подібно показана ситуація на німецькій мапі 1942 р. На німецькій аерофотозйомці території Телички-Покалу, Галерного острова 1943 р. помітні поля, які розташовані в районі колишнього гирла Либіді біля пригороду Нижня Теличка.  
Після Другої світової війни, у 1960-х—1970-х роках на Нижній Теличці починає створюватися промислова зона. У післявоєнний час повернулися ідей до закладених в плані 1936 р. Зокрема, підсипали північну частину Телички. Для чого вирили дві затоки – Дніпровську (на базі існуючої затоки, яка сполучала озеро Теличка з Дніпром) та Будіндустрії (за площею значно менші ніж ковші які планувалися планом 1936 р.). Було спрямлено частину нижньої течії Либіді. Біля неї збудували підстанцію. На територію Нижньої Телички провели додаткові залізничні гілки, які з півночі та півдня підходили до гавані в затоці Будіндустрії. Промислові підприємства, розміщені тут продукували будівельні матеріали. Під кручею Звіринця з’явилася залізнична станція «Ботанічна». В цей час ще зберігалися рештки озера Теличка – стариці рукава Старик нижче дамб Дарницького залізничного мосту. Проте це був лише початок. Зокрема планом 1966 р. передбачалося зайняти все урочище Нижня Теличка та значну частину урочища Покал під промислову забудову. Ще 1949 р. тут збудували завод мінераловатних виробів, а у 1970-х роках — комбінат будівельної індустрії. У 1980-х роках остаточно знесли малоповерхову садибну забудову Нижньої Телички для проєктування Видубицької транспортної розв'язки.   
На схемах Києва 1989 та 1991 рр. показано вуличну мережу Нижньої Телички: з зовнішнього краю Видубицького озера –  
вулиця Баренбойма, на південь від неї проходили вулиці Деревопереробна та Будіндустрії. В Дніпровській затоці розміщувався док. Від району сучасної станції метро Видубичі до Дніпра протягнулася  вулиця Промислова, яка переходила у трасу Південного мосту, який тоді ще тільки будувався.  
Станом на 2020 рік промислова зона «Теличка» — друга в Києві за площею після промзони «Нивки».  
Наприкінці XX століття більшість промислових підприємств Нижньої Телички скоротили або припинили свою діяльність. На початку XXI століття з'явилися плани ревіталізації промзони «Теличка», зокрема, будівництва на її місці ділового центру Kyiv City та навіть перенесення сюди урядового кварталу.

## Забудова
На Нижній Теличці переважає промислова забудова: тут розташовані Київський деревообробний комбінат, завод залізобетонних конструкцій № 1, комбінат будіндустрії, завод залізобетонних конструкцій ім. С. Ковальської. У північній частині, біля Дарницького мосту існує так зване селище Мостобуду — поселення працівників мостозагону № 2, які після німецько-радянської війни відбудовували мости через Дніпро. Селище виникло на початку 1950-х років. Житлова забудова селища розміщена вздовж вулиці Баренбойма та складається із 16 споруд, серед яких 3 двоповерхових житлові будинки барачного типу 1950 року побудови та єдиний дев'ятиповерховий панельний житловий будинок серії 1-КГ-480. Окрім житлових будинків у селищі був свій клуб і спортивний зал, за деякими даними до 1990-х років діяв свій музей історії мостобудування та аматорський театр.

## Транспорт
Завдяки своєму розташуванню на березі Дніпра та біля залізничного мосту промислова зона Нижньої Телички обслуговувалася водним і залізничним транспортом. Так, у 1914 році відкрився пасажирський зупинний пункт «Правий Берег» Київського залізничного вузла Південно-Західної залізниці, пізніше перейменований на платформу Ботанічну. У Дніпровській затоці для потреб деревообробного комбінату відкрився причал «Док».
Після Другої світової війни, коли в Києві почали відбудовувати мости та мережу міського транспорту, Нижню Теличку також сполучили з іншими районами міста. З 1950-х—1960-х і до 1990-х років вулиця Будіндустрії сполучалася з районом Печерського мосту автобусним маршрутом № 7 (закритий на початку 1990-х). У другій половині 1980-х років відкрився ще один автобусний маршрут № 67 з Нижньої Телички до станції метро Дніпро (закритий у 1990-х).
У середині 1970-х років почалося активне проєктування Сирецько-Печерської лінії, що мала з'єднати Виноградар із новозбудованим Харківським масивом через запроєктований Південний міст, який відкрили у 1990 році, на південній межі Нижньої Телички. В районі самої Нижньої Телички запроєктували дві станції — «Видубичі» (проєктна назва — «Наддніпрянська») і «Теличка» (проєктна назва — «Будіндустрії»). Першу з них відкрили 30 грудня 1991 р.  в рамках відкриття ділянки «Кловська» (тоді — «Мечникова») — «Видубичі». Через затримку будівництва Південного мосту ділянку «Видубичі»—«Осокорки» відкрили лише через рік, у грудні 1992 року. Станція «Теличка» через своє розташування у промзоні створювалася на далеку перспективу, а поки за будівельними нормами мала слугувати евакуаційною платформою на найдовшому в київському метрополітені перегоні «Видубичі»—«Славутич». Станом на 2022 рік «Теличка», розташована між опорами Південного мосту, так і не відкрита як повноцінна станція метро, втім, тут провели підготовчі роботи, зокрема, збудували дві платформи берегового типу, є суміщена тягово-понижуюча підстанція та станційний вентиляційний вузол. Поїзди тут зупиняються дуже рідко, лише для посадки та висадки працівників метрополітену.
У 2001 році в рамках реконструкції транспортної розв'язки в районі станції метро «Видубичі» відкрили однойменну автостанцію та зупинний пункт (замість закритого зупинного пункта Ботанічна), перетворивши місцевість на великий транспортний хаб. З 2011 року на зупинному пункті Видубичі зупиняється київської міської електрички, з 2020 року — «Kyiv Boryspil Express»

## Зображення

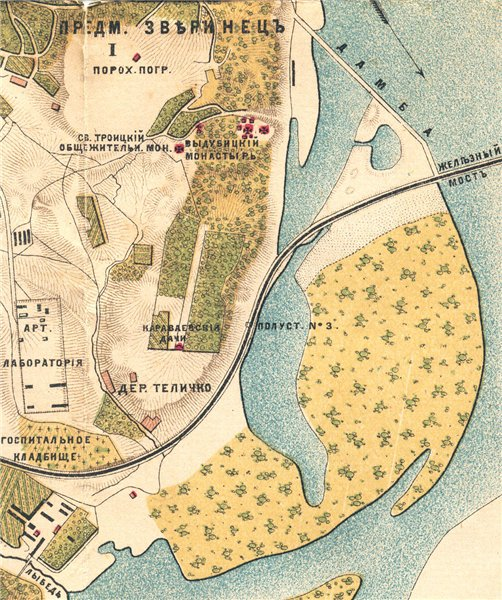
Нижня Теличка на мапі Києва 1890 року
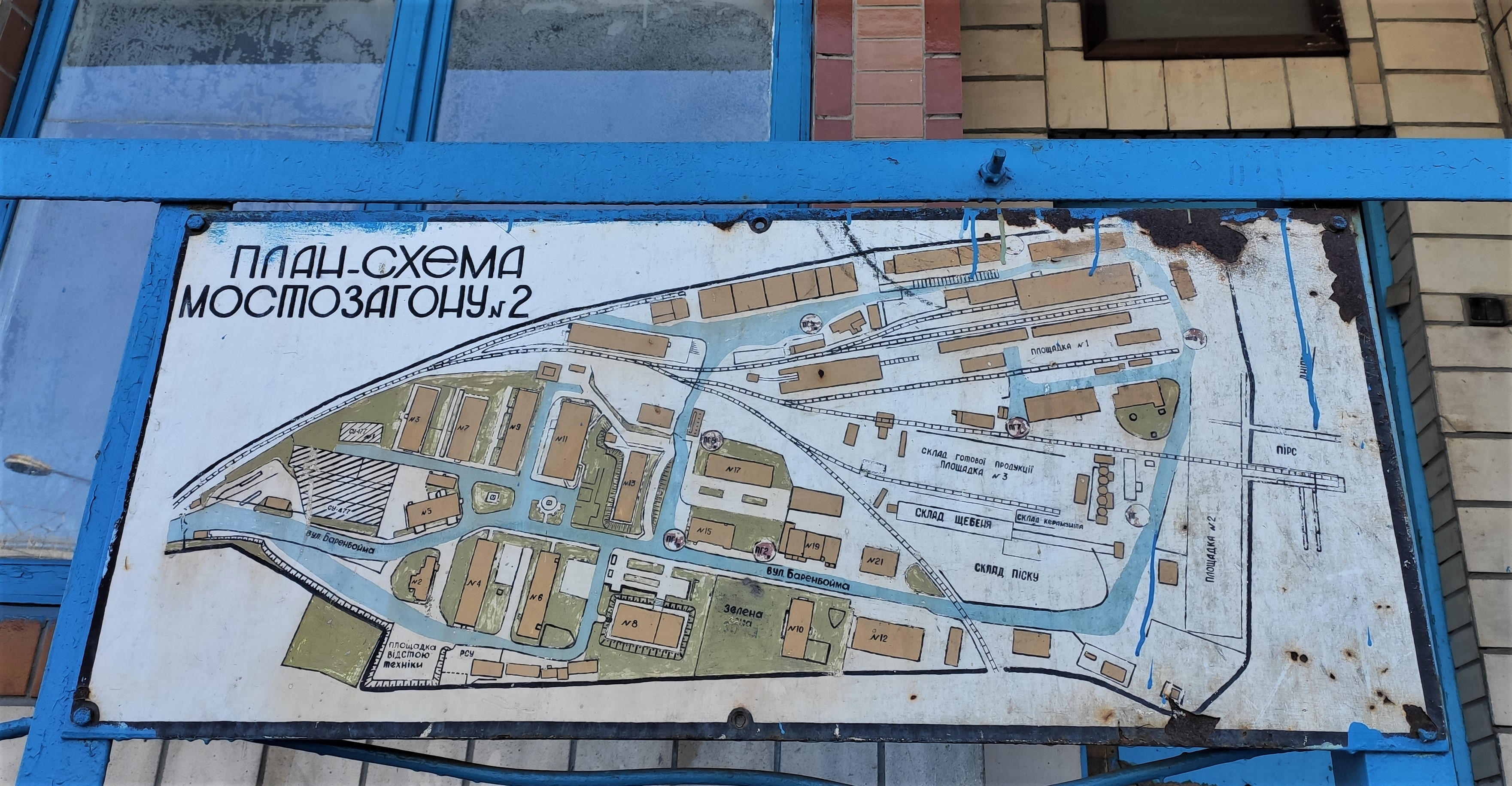
План селища Мостобуду
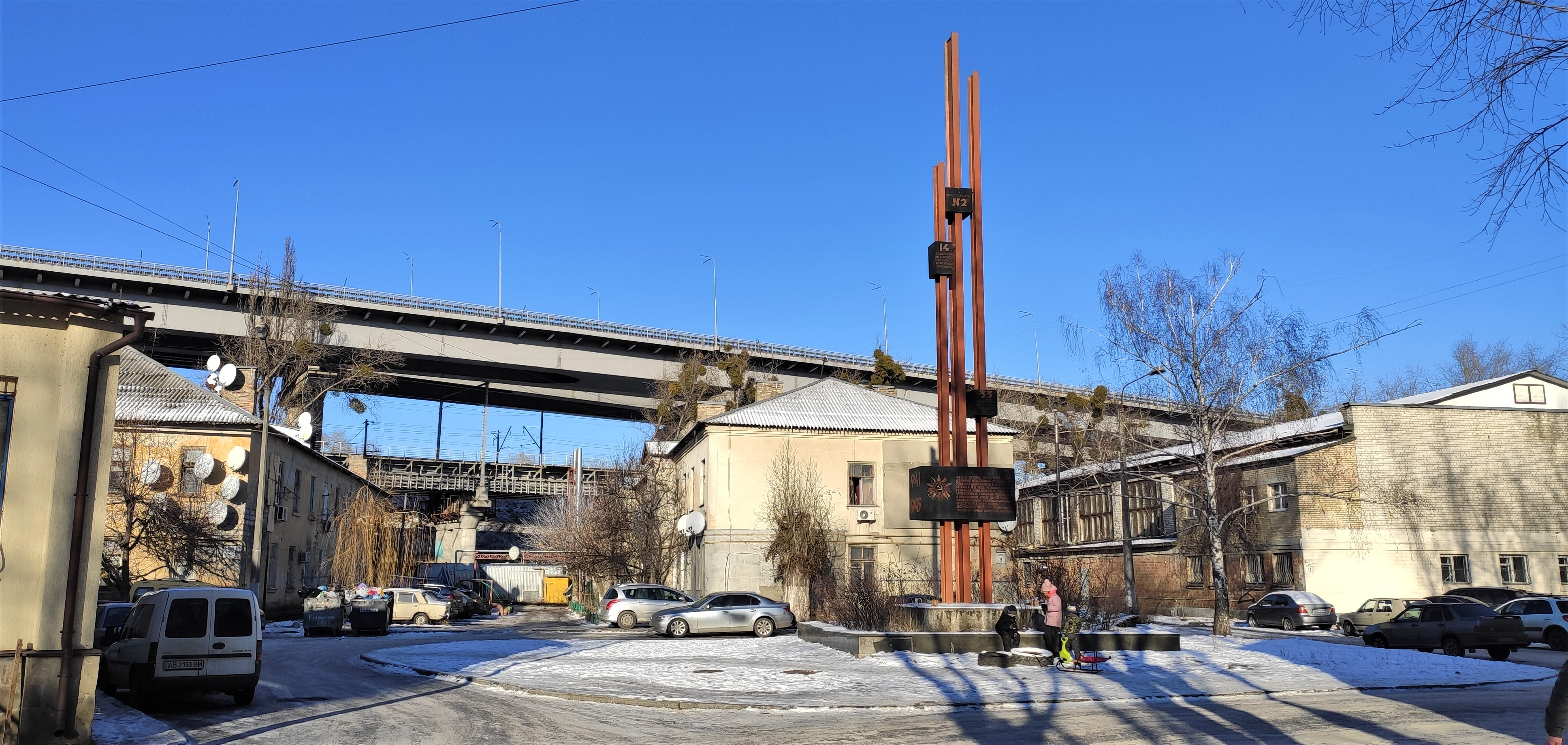
Селище Мостобуду
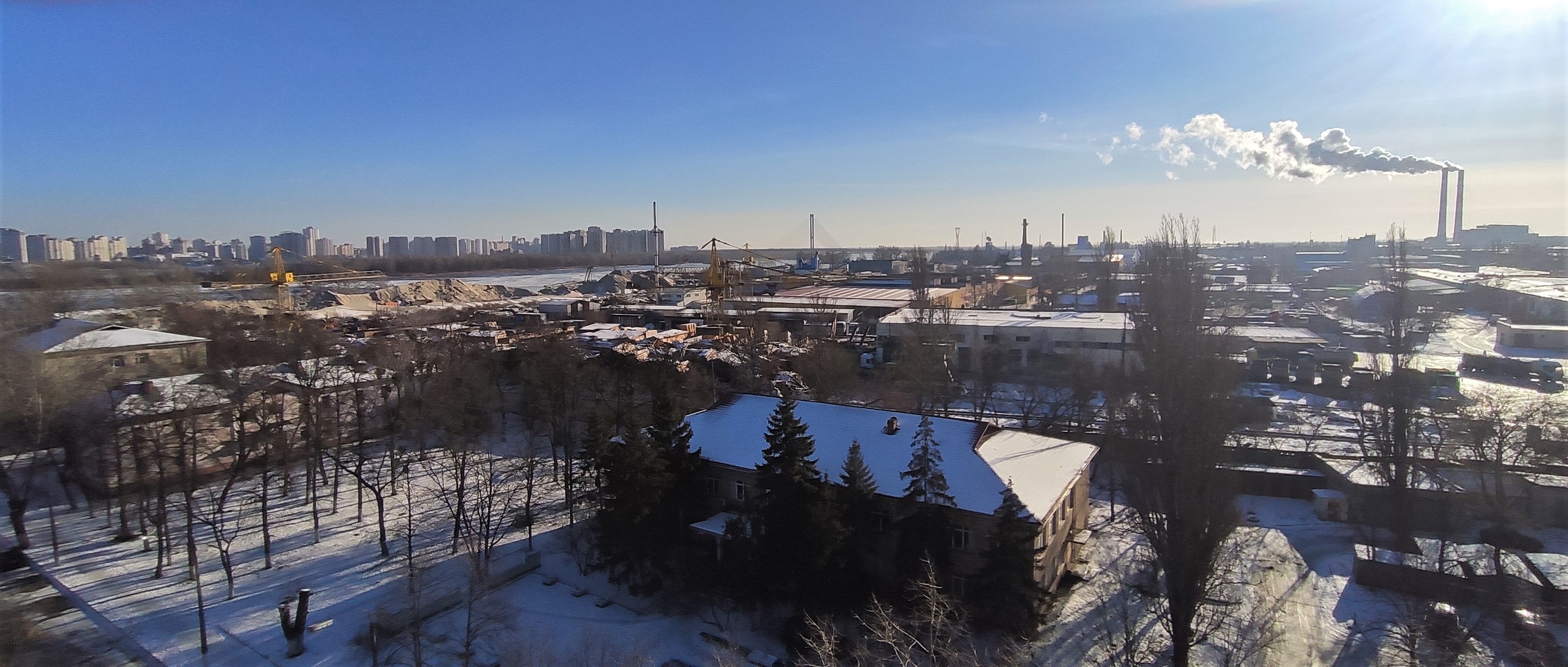
Селище Мостобуду і промзона «Теличка». На задньому плані — Позняки та Південний міст, справа — ТЕЦ-5
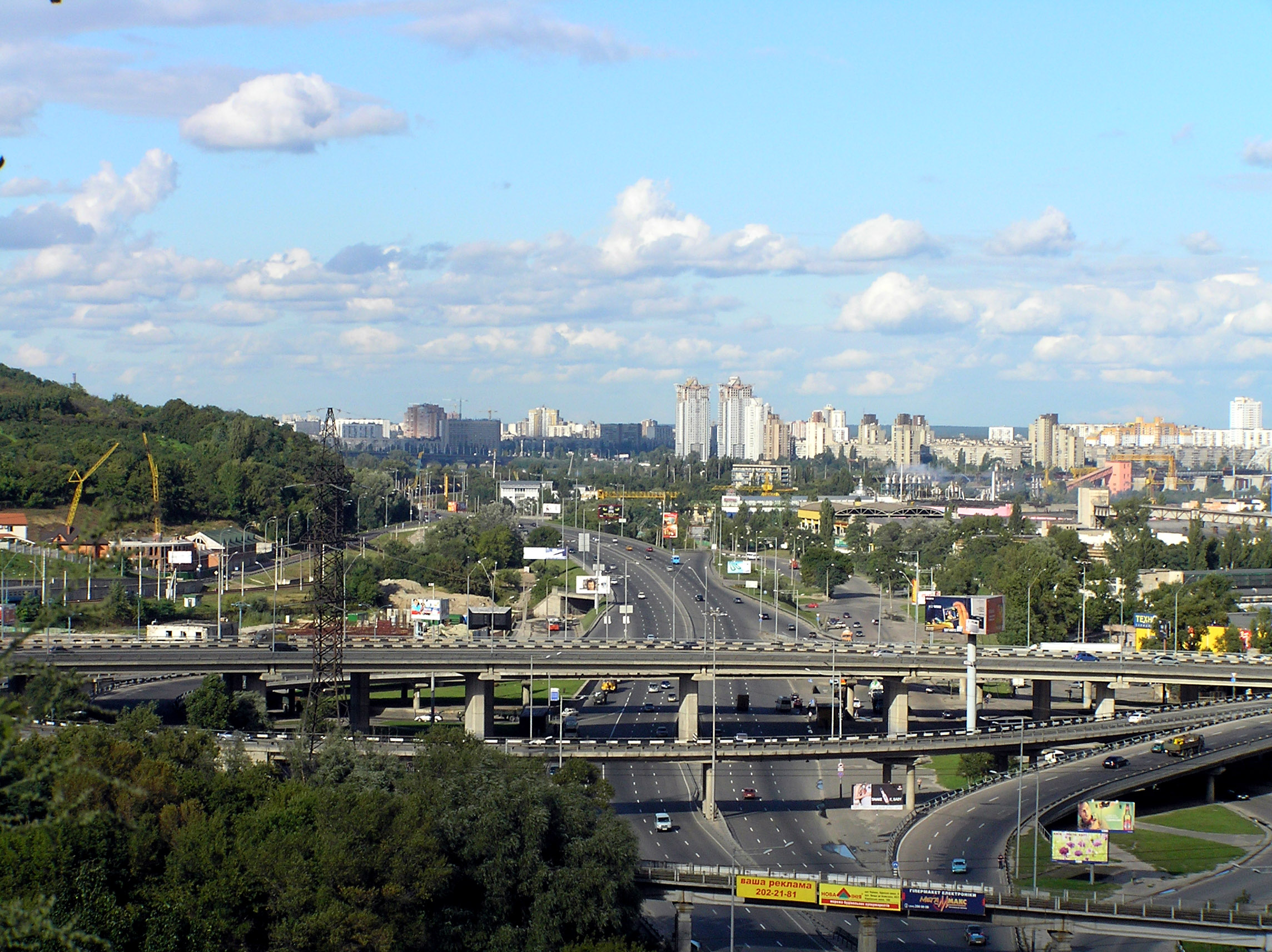
Вид на Нижню Теличку з Лисої гори, 2006 рік